# Fribourg, Moselle
Fribourg là một xã trong vùng Grand Est, thuộc tỉnh Moselle, quận Sarrebourg, tổng Réchicourt-le-Château. Tọa độ địa lý của xã là 48° 46' vĩ độ bắc, 06° 51' kinh độ đông. Fribourg nằm trên độ cao trung bình là 260 mét trên mực nước biển, có điểm thấp nhất là 223 mét và điểm cao nhất là 301 mét. Xã có diện tích 17,42 km², dân số vào thời điểm 1999 là 159 người; mật độ dân số là 9 người/km². Xã nằm 15 km về phía tây của Sarrebourg, thuộc Pháp từ năm 1766.

## Thông tin nhân khẩu
| 1962 | 1968 | 1975 | 1982 | 1990 | 1999 |
| ---- | ---- | ---- | ---- | ---- | ---- |
| 200  | 201  | 191  | 170  | 167  | 159  |